# Samra (rappeur)
Samra (né Hussein Akkouche en 1995) est un rappeur allemand.

## Biographie
Ses parents sont originaires du Liban. Il grandit à Berlin-Lichterfelde. Il se fait connaître en 2016 grâce à ses contributions sur l'album Zurück zur Straße d'Alpa Gun (en), sous le nom de Samra45. Il attaque 187 Strassenbande et Fler. Peu après, Farid Bang exprime son intérêt à prendre Samra sous contrat avec son label Banger Musik. Suit une chanson avec le youtuber et rappeur Mert.
En 2017, il signe avec Ersguterjunge. Le 13 avril 2018, son premier single Rohdiamant atteint la 26e place du classement musical allemand. Peu après, Bushido se sépare du clan Abou Chaker, un important financeur ; Samra reste la seule signature active sur le label jusqu'à l'arrivée de Capital Bra. Bushido et Samra vont au Japon et tournent le clip de Hades, le premier extrait du prochain album de Bushido, Mythos. Le single est huitième du classement musical allemand le 22 juin 2018. Le 5 juillet 2018, sort le single Für euch alle avec Bushido et Capital Bra. Il est numéro un dans les classements musicaux allemand et autrichien.
Le premier album de Samra est prévu pour 2019. Le 9 novembre 2018, la chanson Cataleya est numéro un du classement musical allemand. Le 11 janvier 2019, un nouveau titre intitulé Instinkte, apparaît sur Amazon Music. Le 15 mars 2019, Samra et Capital Bra publient la collaboration Wir ticken. La chanson est immédiatement au premier rang du classement musical allemand. Avec la sortie de Harami, Samra atteint le sommet du classement musical allemand en avril 2019 pour la quatrième fois. Seulement un mois plus tard, Wieder Lila, duo avec Capital Bra, prend également la première place dans le classement musical allemand. Seulement une semaine plus tard, il sort le single Marlboro Rot, qui enregistre plus de 2 millions de clics en deux jours sur YouTube uniquement.

## Discographie

### Album
- 2019 : Travolta EP
- 2019 : Berlin lebt 2 (avec Capital Bra)
- 2020 : Jibrail & Iblis

### Singles
- 2018 : Rohdiamant
- 2018 : Roadrunner
- 2018 : Cataleya
- 2019 : Wir ticken (avec Capital Bra)
- 2019 : Ya Salame (avec Luciano)
- 2019 : Harami
- 2019 : Shoote ma Shoote
- 2019 : Ghetto
- 2019 : Wieder Lila
- 2019 : Marlboro Rot
- 2019 : Royal Rumble (avec Kalazh44 & Capital Bra feat. Nimo & Luciano)
- 2019 : Tilidin (avec Capital Bra)
- 2019 : Zombie (avec Capital Bra)
- 2019 : Nummer 1 (avec Capital Bra)
- 2019 : Huracan (avec Capital Bra)
- 2019 : 110 (avec Capital Bra & Lea)
- 2019 : Berlin lebt wie nie zuvor (avec Capital Bra)
- 2019 : Colt
- 2019 : 95 BPM
- 2020 : Zu Ende (avec Elif)
- 2020 : Mon ami
- 2020 : Weiss
- 2020 : Schüsse im Regen
- 2020 : 100k Cash (avec Capital Bra)
- 2020 : 6 Uhr
- 2020 : Berlin (feat. Capital Bra)
- 2020 : BaeBae
- 2020 : 365 Tage (feat. Capital Bra)
- 2020 : Miskin
- 2020 : 24 Stunden
- 2020 : Lebst du noch
- 2020 : Rohdiamant II
- 2020 : Kennst du das

### Collaborations
- 2018 : Hades (Bushido feat. Samra)
- 2018 : Für euch alle (Bushido feat. Samra & Capital Bra)
- 2018 : Fight Club (Capital Bra feat. Samra & AK Ausserkontrolle)
- 2019 : High (Sido feat. Samra & Kool Savas)
- 2020 : Paris (Anonym feat. Samra)
- 2020 : 45 (Jalil feat. Samra)
- 2020 : Calle (Du Maroc feat. Samra)
- 2020 : Unbekannt (Bozza feat. Samra)
- 2020 : Tiefschwarz (Kontra K feat. Samra)
- 2020 : Al Qu Damm (Bozza feat. Samra)
- 2020 : Augen zu (Elif feat. Samra)
- 2021 : Lila " (kida ft Samra)

## Source de la traduction
- (de) Cet article est partiellement ou en totalité issu de l’article de Wikipédia en allemand intitulé « Samra (Rapper) » (voir la liste des auteurs).